# Arnold t’Kint de Roodenbeke

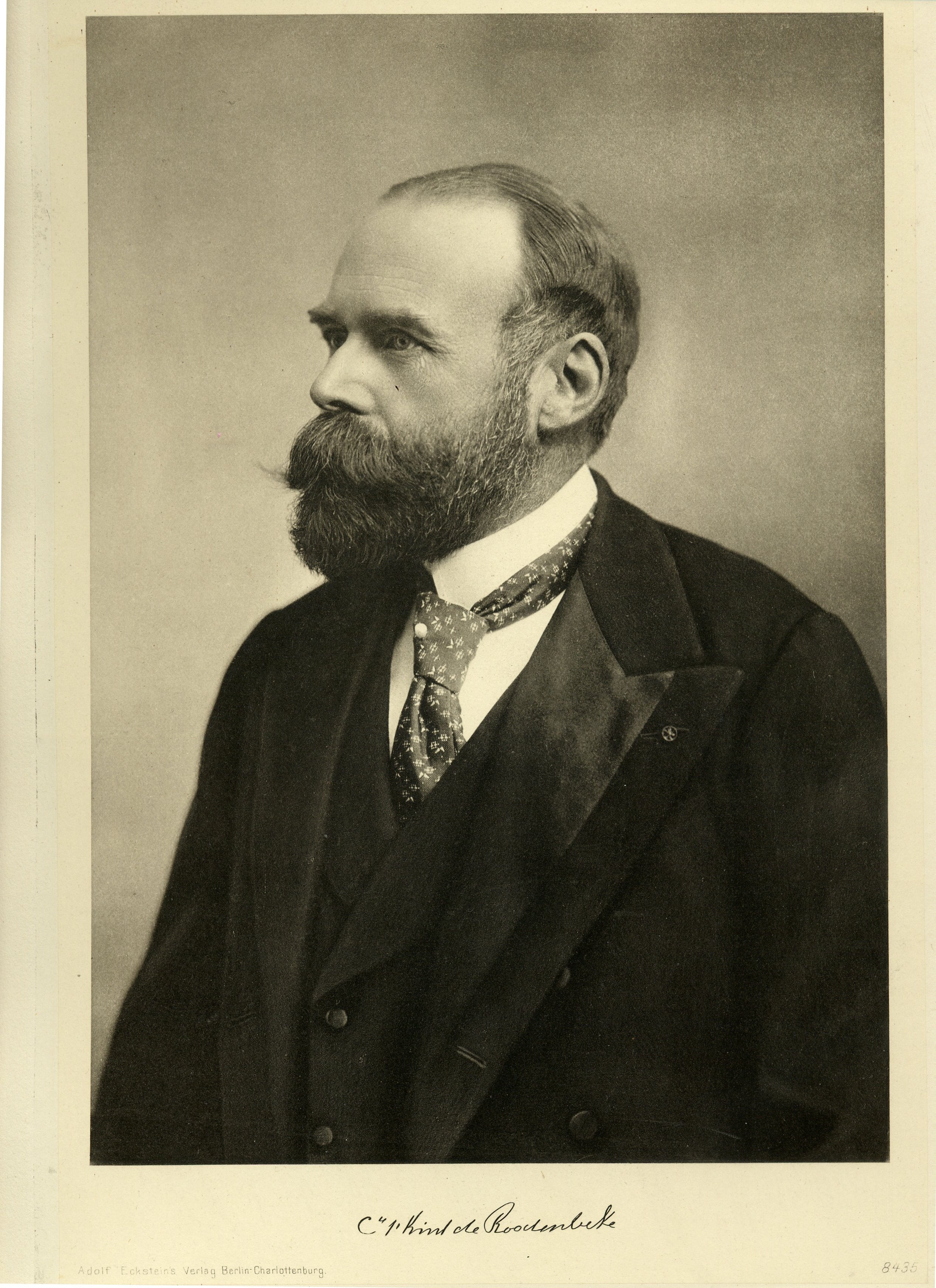
Arnold t’Kint de Roodenbeke

Arnold Graf t’Kint de Roodenbeke (* 1. Mai 1853 in Gent, Ostflandern; † 10. August 1928 in Bachte-Maria-Leerne, Ostflandern) war ein belgischer katholischer Politiker, der Mitglied beider Kammern des Föderalen Parlaments und Präsident des belgischen Senats war.

## Biografie
Sein Vater Henri t’Kint de Roodenbeke war Diplomat und ebenfalls von 1892 bis 1899 Präsident des Senats.
Er selbst studierte nach dem Schulbesuch Rechtswissenschaft und wurde nach der Promotion zum Doktor der Rechtswissenschaften auch Diplomat und zeitweise Sondergesandter in Spanien. Nach seiner Rückkehr nach Belgien war er nach erfolgter Zulassung als Rechtsanwalt am Appellationsgericht in Gent tätig. Als sein Vater 1900 starb, wurde er nicht nur Eigentümer des seit 1864 im Familienbesitz befindlichen Schlosses Ooidonk, sondern folgte diesem auch als Bürgermeister von Bachte-Maria-Leerne, einer heutigen Teilgemeinde von Deinze.
Darüber hinaus wurde er auch Mitglied des Rates der Provinz Ostflandern und der Abgeordnetenkammer sowie später des Senats. Während des Ersten Weltkrieges stellte er Schloss Ooidonk als Schutzraum für die Einwohner der Gemeinde Bachte-Maria-Leerne zur Verfügung.
Zuletzt war Arnold t'Kint de Roodenbeke vom 14. November 1922 bis zu seinem Tode Präsident des Senats.